# Park Narodowy Etoszy

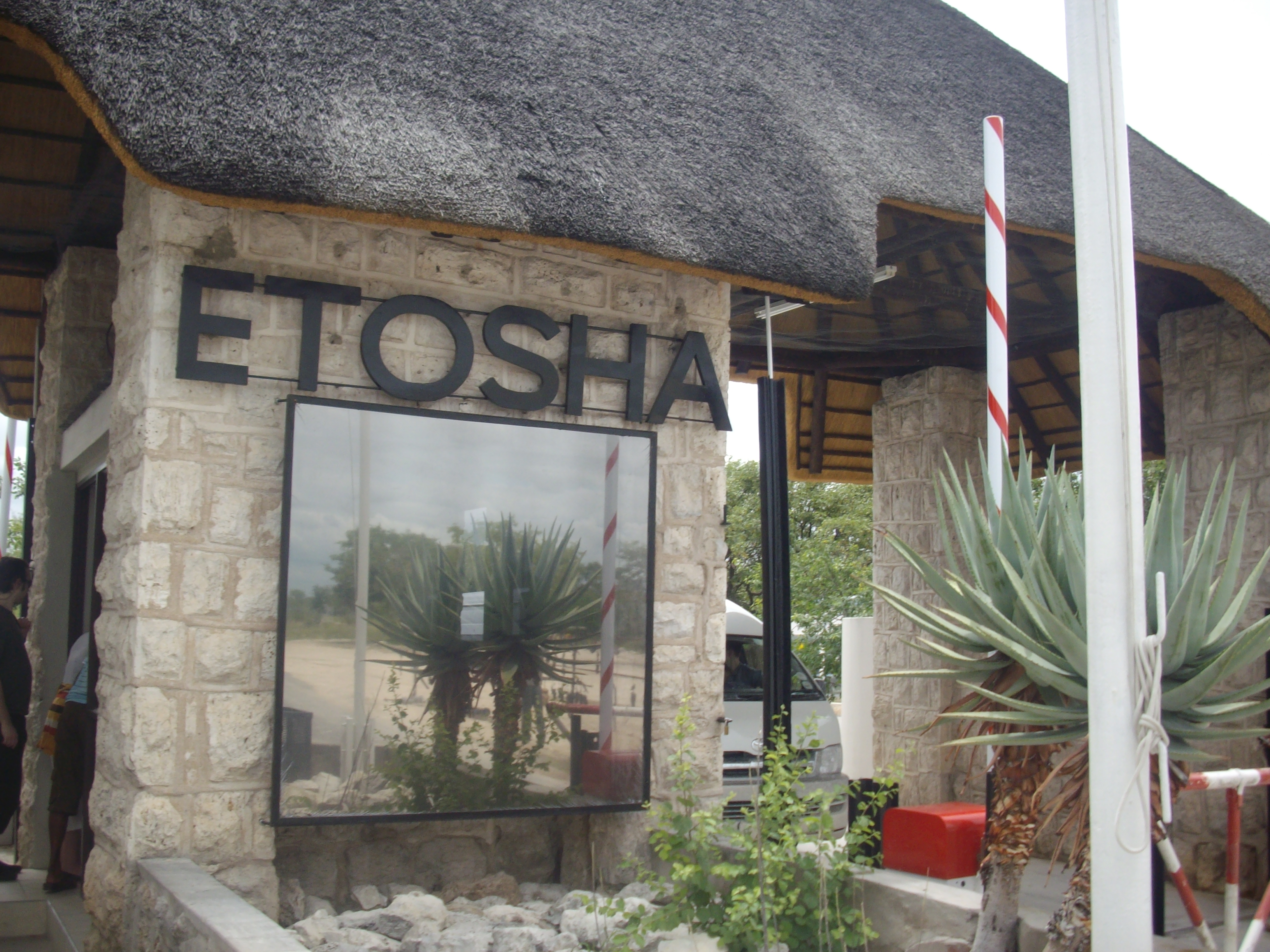
Wejście do parku

Park Narodowy Etoszy (ang. Etosha National Park) – park narodowy położony w Namibii, zajmuje powierzchnię 22270 km². Jeden z największych parków narodowych na świecie. Został ustanowiony jako rezerwat zwierzyny przez niemieckiego gubernatora von Lindenquista w 1907 roku. W czasach apartheidu, w 1967, w ramach polityki obronnej został zmniejszony do mniej niż połowy swojego pierwotnego rozmiaru.
Sercem parku jest Etosha Pan – rozległa, pozbawiona roślinności, płaska depresja i solnisko o powierzchni 4760 km², które zajmuje niemal ¼ parku. Na północ i na zachód od Etoszy znajdują się inne pokłady soli lub gliny; część leży poza granicami parku. Jednym z najciekawszych miejsc w parku jest oświetlony w nocy wodopój w rejonie Okakuejo, który w nocy odwiedzają słonie i inne zwierzęta. 

## Fauna

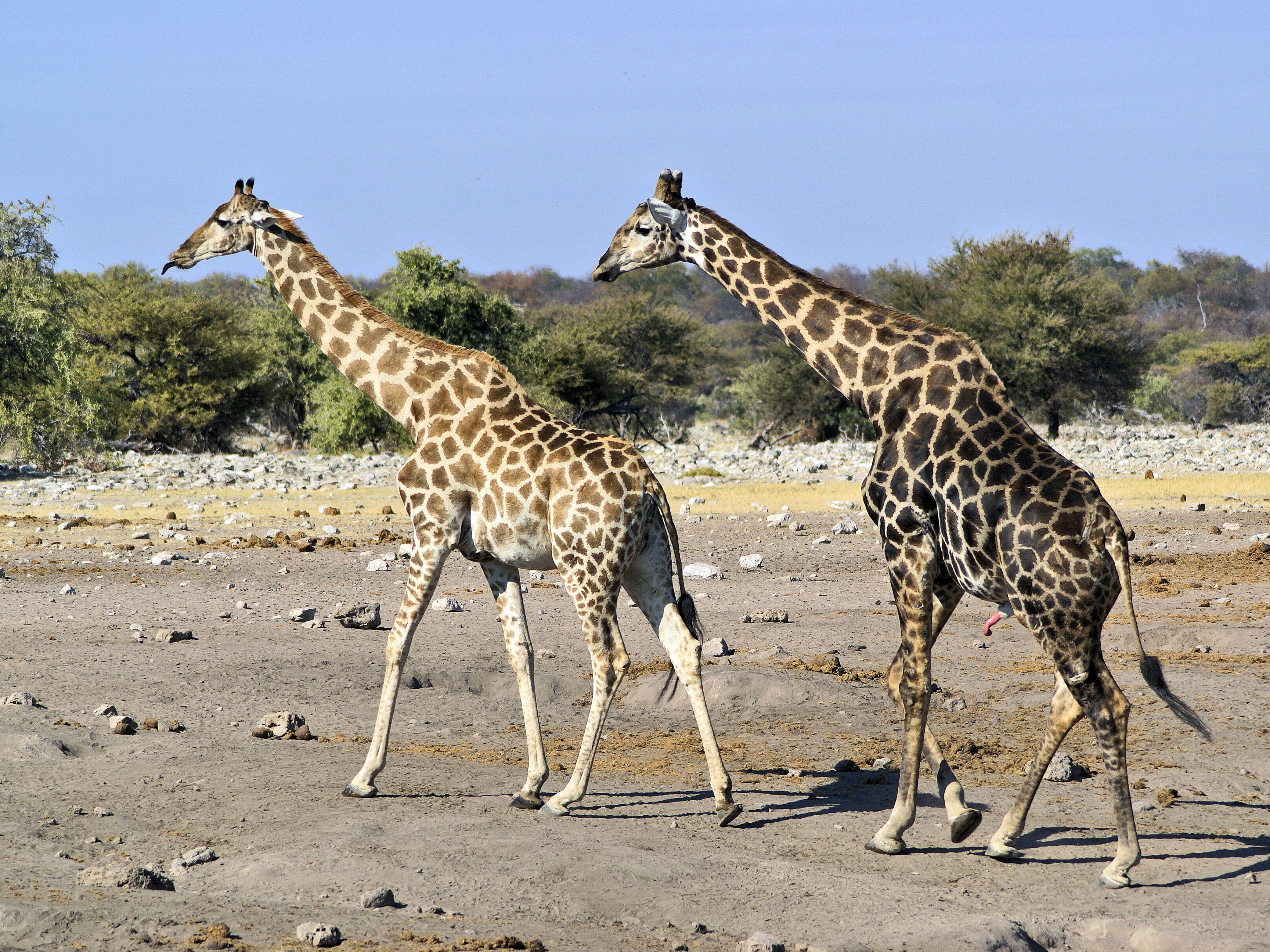
Żyrafy w Parku Narodowym Etoszy

Występują tu 144 gatunki ssaków, takich jak słoń, nosorożec czarny i zebra Hartmanna. Wśród drapieżników spotkać można lwa, geparda i lamparta. Przedstawicielami antylop są antylopa eland, mała dikdik sawannowy oraz oryks południowy, której wizerunek widnieje na emblemacie namibijskiej armii. Obficie występuje tu również ptactwo – ok. 340 gatunków, 110 gatunków gadów, 16 płazów i 1 gatunek ryby. Populacja żyraf w parku wynosi ok. 1500 osobników.

### Awifauna
Park Narodowy Etoszy od 2001 roku uznawany jest przez BirdLife International za ostoję ptaków IBA. Główne, ogromne solnisko ma duże znaczenie dla flamingów: karmazynowego (Phoenicopterus ruber) i małego (P. minor), które chętnie lęgną się w parku, gdy suma opadów przekracza 440 mm. W czasach historycznych odnotowywano nawet 1,1 mln flamingów gnieżdżących się w parku w ciągu roku (przy wyjątkowo obfitych deszczach). Poza flamingami na solnisku gnieżdżą się też pelikany różowe (Pelecanus onocrotalus) i sieweczki przylądkowe (Charadrius pallidus). Zarówno solnisko, jak i przyległe trawiaste obszary stanowią ważny punkt w wędrówce ptaków z palearktyki, m.in. żwirowców stepowych (Glareola nordmanni) oraz sieweczek długonogich (Charadrius asiaticus). Właśnie w Parku Narodowym Etoszy gniazduje jedyna lęgnąca się poza RPA populacja żurawi rajskich (Grus paradisea).
Ogółem BirdLife International wymienia 19 gatunków, których występowania zaważyło na utworzeniu ostoi. Wśród nich jest jeden gatunek narażony na wyginięcie (żuraw rajski) oraz cztery bliskie zagrożenia – wspomniany już flaming mały, żwirowiec stepowy i sieweczka przylądkowa oraz zimujące w parku błotniaki stepowe (Circus macrourus). Pozostałe to gatunki najmniejszej troski; wśród nich są m.in. szponiastonóg namibijski (Pternistis hartlaubi), afrykanka niebieskorzytna (Poicephalus rueppellii), toko plamoskrzydły (Tockus monteiri), tymal gołolicy (Turdoides gymnogenys) oraz tkacz (Philetairus socius).

## Turystyka
W parku znajdują się trzy turystyczne obozy: Okaukuejo, Halali, Wanteli i Namutomi.